# 1770 Шлезінгер
1770 Шлезінгер (1770 Schlesinger) — астероїд головного поясу, відкритий 10 травня 1967 року.
Тіссеранів параметр щодо Юпітера — 3,484.
Названо на честь американського астронома Френка Шлезінґера (1871—1943).